# Pedro de Santarém
Pedro de Santarém, italianizzato Pietro Santerna (1460 – 1521), è stato un giurista portoghese.

Tractatus de assecurationibus, 1552
(Fondazione Mansutti, Milano).

Nel 1489 frequentò l'Università di Perugia, poi lavorò come console del Portogallo nelle città di Firenze, Pisa e Livorno. Nel 1552 pubblicò il Tractatus de assecurationibus et sponsionibus mercatorum, il primo trattato sistematico sull'assicurazione, che contiene anche la definizione del contratto secondo il principio della buona fede. Spesso si trova edito insieme al De Mercatura di Benvenuto Stracca ed è stato inserito anche nel Tractatus de fideiussoribus di Anton Hering, stampato a Torino nel 1675. Gli studi di Domenico Maffei su una copia manoscritta, conservata alla Biblioteca Apostolica Vaticana, fanno risalire la prima stesura del volume al 1488. Nel 1961 e nel 1971 sono state pubblicate delle ristampe anastatiche in latino e tradotte in portoghese, in francese e in inglese. 
Le riflessioni e gli argomenti presentati nel trattato sono stati ripresi da autori successivi, in particolare dal giureconsulto anconetano Benvenuto Stracca e dal giurista portoghese Antonio da Gama.